# باکتری گرم-منفی

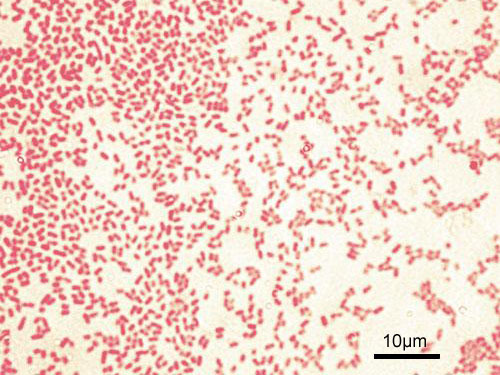
رنگ آمیزی گرم باکتری سودوموناس آئروژینوزا

گِرَم منفی یکی از از انواع باکتری است. این نوع باکتری در هنگام رنگ‌آمیزی گرم به رنگ سرخ دیده می‌شوند. به‌دلیل نوع دیواره این باکتری‌ها، در هنگام رنگ‌آمیزی گرم توانایی جذب کریستال ویوله را نداشته و در مرحله دوم رنگ‌آمیزی که سافرانین اضافه می‌شود، آن را سرخ صورتی نشان می‌دهد. این بخاطر وجود غشای خارجی است که از نفوذ رنگ جلوگیری می‌کند. در مقایسه با باکتری‌های گرم مثبت، گرم منفی‌ها به خاطر دیواره نفوذ ناپذیرشان به آنتی‌بیوتیک‌ها مقاوم‌ترند.

## پوشش سلولی گرم منفی‌ها

ساختار دیوارهٔ سلولی باکتری‌های گرم-مثبت و گرم-منفی

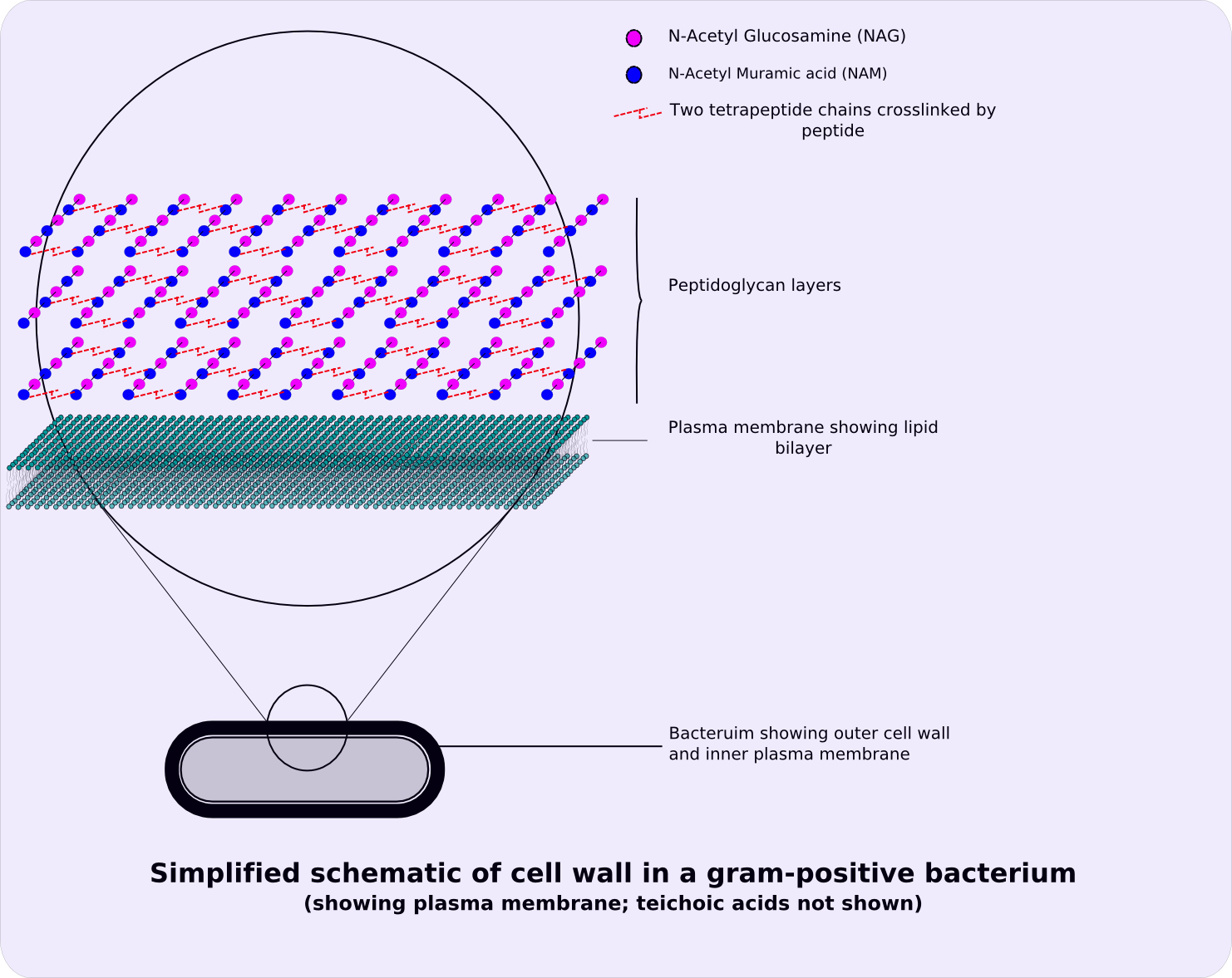
ساختار دیوارهٔ سلولی باکتری‌های گرم-مثبت

پوشش سلولی گرم منفی‌ها یک ساختمان چندلایه‌ای و بسیار پیچیده است. غشای سیتوپلاسمی (که در باکتری‌های گرم منفی، غشای داخلی نامیده می‌شود) به وسیله یک ورقه مسطح از پپتیدوگلیکان پوشیده می‌شود که یک لایه پیچیده به نام غشای خارجی به آن متصل می‌گردد. یک کپسول خارجی یا لایه S نیز ممکن است وجود داشته باشد. فضای بین غشای داخلی و خارجی به نام فضای پری‌پلاسمیک نامیده می‌شود. در باکتری‌های گرم منفی، تعداد لایه‌های پپتیدوگلیکان کم و حداکثر سه تا است.

## طبقه‌بندی
باکتری‌های گرم منفی شامل سه شاخه اصلی پروتئوباکتریا، تراباکتریاها و گروه چهارم باکتری‌ها BV4 (مانند باکتروئیدها، اسپیروکت‌ها، اسیدوباکتریوتا، فوزوباکتریا و کلامیدیا) است. هر چند برخی فیرمیکوت‌ها نیز گرم منفی هستند.